# Махновская волость
Махновская волость — упразднённая административно-территориальная единица 3-го уровня и муниципальное образование со статусом сельского поселения в Бежаницком районе Псковской области России. Существовала в 2005-2010 годах.
Административный центр — деревня  Махново.

## География
Территория волости граничила на юге с муниципальными образованиями сельское поселение Ашевское (ранее — бывшими Ново-Кузнецовской и Ашевской волостями) и сельское поселение Добрывичская волость, на востоке — с муниципальным образованием сельское поселение Полистовское (ранее — бывшими сельским поселением Цевельская волость и городским поселением Красный Луч), на западе и севере — с Дедовичским районом.

## Населённые пункты
В состав Махновской волости входили 38 деревень:  Артемино, Бабеевка, Быково, Васьково, Горивица, Гритьково, Бельково, Ивашково, Измалково, Красное Иваньково, Крыжово, Купилово, Липцы, Ляхново, Макушево, Махново, Мшичино, Натекинская Горка, Никиткино, Никулино, Осье, Пастухово, Пашково, Полянка, Рябухино, Селиваново, Семенкино, Скурдино, Слизино, Слобода, Спирово, Сучкино, Трупехино, Турово, Фетенино, Фомино, Чунеево, Шестаково

## История
Постановлением Псковского областного Собрания депутатов от 26 января 1995 года все сельсоветы в Псковской области были переименованы в волости, в том числе Махновский сельсовет был превращён в Махновскую волость.
Законом Псковской области от 28 февраля 2005 года в границах волости было также создано муниципальное образование Махновская волость со статусом сельского поселения с 1 января 2006 года в составе муниципального образования Бежаницкий район со статусом муниципального района.
Законом Псковской области от 6 ноября 2009 года № 918-ОЗ, Махновская и Дворицкая волости были объединены  в сельское поселение Пореченское.